# Margarito Damián Vargas
Margarito Damián Vargas (Tixtla, Guerrero, 22 de febrero de 1873-Chilpancingo, Guerrero, 16 de septiembre de 1919) fue un militar, músico, compositor y director de bandas mexicano. Compuso más de 140 obras entre valses, marchas, oberturas, e himnos. Sus padres fueron el capitán primero Plácido Castro y Marciana Vargas, pero adoptó el apellido de Eduardo Damián, con quien su madre contrajo matrimonio.
Sus restos descansan en la Rotonda de los Hombres Ilustres del panteón municipal de Chilpancingo.

## Legado
Compuso 54 chotises, 24 valses, seis marchas, ocho pasodobles, siete polcas, cuatro mazurcas, tres one step, dos fox-trot, cuatro danzones, una gavota, un himno, ocho danzas, tres religiosas, un popurrí, tres zarzuelas, un capricho melódico, una canción y cinco oberturas.
La mayoría de las obras musicales de Margarito Damián Vargas fueron reunidas por el doctor Alejandro Sánchez Castro, las que publicó en un álbum que fue reeditado en 1979 por la Comisión Editorial Municipal que dirigía Pepe Jile en Acapulco.

## Obras
La música de Margarito Damián Vargas fue escrita originalmente para banda, pero existe un álbum con reducciones para piano.

## Catálogo de obras
(Por género y en orden alfabético, realizado por José Mauricio Miranda)

### Danzas
- Danza “Adiós” Am/A
- Danza “Adiós a Acapulco” Am/A
- Danza “Alacranes y Tamarindos” Dm/D
- Danza “Aplácate, Chito”
- Danza “Los Recarambas” D
- Danza “Los Pajaritos” A
- Danza (Sin nombre) Fm/FM
- 3 Danzas “Cabildo” G

### Danzones
- Danzón “Acapulco” G
- Danzón “El 20 de mayo” Dm/D

### Foxtrots
- Foxtrot “Juanita” F
- Foxtrot “Llishia” G

### Marchas
- Marcha “Cuernavaca” D/G
- Marcha Fúnebre Gm/G
- Marcha “Nueva Era” F/Bb
- Marcha “Picudez” D/G
- Marcha “Triunfo” C/F/C
- Marcha “Viva Chilapa” G/C/G

### One Steps
- One Step “Baile del Pastel” F
- One Step “Sympathy” Bb

### Pasodobles
- Pasodoble “Automóvil” C/F
- Pasodoble “Bernardo Reyes” F/Bb
- Pasodoble “Papeles Rotos” D/G
- Pasodoble Yucatán C/F
- Pasodoble (sin nombre) C/F
- Pasodoble (sin nombre 2) F/Bb

### Polkas
- Polka “Quiqui y Toto” D
- Polka “La Palomilla” G
- Polka (sin nombre) D
- Polka (sin nombre 2) G

### Schottisches
- Schottisch “Acuérdate” C
- Schottisch “Al Fin Tuyo” C
- Schottisch “Aurora” G
- Schottisch “Decepción” F
- Schottisch “El Pocholaco” C
- Schottisch “En Alas de la Brisa” Bb
- Schottisch “Entre Sueños o Tomiris” C
- Schottisch “Labios Rojos” G
- Schottisch “Mirando al Cielo” F
- Schottisch “No me olvides” F
- Schottisch “Pensamiento Feliz” G
- Schottisch “Raquel” D
- Schottisch “Rumor de Besos” F
- Schottisch “Sin Esperanza” F
- Schottisch “Te Vi y Lloré” Dm
- Schottisch (sin nombre) D
- Schottisch (sin nombre 2) C (Em)

### Valses
- Vals “Arrullador” G
- Vals “Azahar” D
- Vals “Corazón de Oro” G
- Vals “Dolor” F
- Vals “El Lunarcito Aquél”
- Vals “El Número 8” Am
- Vals “El Último Beso” D
- Vals “Ensueños de un Poeta” F
- Vals “Ernestina” Am
- Vals “Gardenia” F
- Vals “Gloria” Dm
- Vals “Imposible” G
- Vals “Intimidades” A
- Vals “Lirios y Margaritas” C
- Vals “Los Ojos de Mica” G
- Vals “Lucha” F
- Vals “María Dolores” Gm
- Vals “Matilde”
- Vals “Mi Delirio” F
- Vals “Nelly” Gm
- Vals “Noche de Luna” D
- Vals “Ojitos Engañadores” G
- Vals “Ondas del Pacífico” G (Gran vals)
- Vals “Psiquis” Gm
- Vals “Rojo” Bb
- Vals “Sofía” D
- Vals “Sólo tú” G
- Vals “Sufrir” Dm
- Vals “Tuyo Hasta la Muerte” F
- Vals “Un Beso Más” D
- Vals “Violeta” F
- Vals “Virginia” Bb
- Vals “Volví a la Dicha” A

### Obras varias
- Canción “Yo no sé si me Quieres”
- Capricho melódico “Siempre triste”
- Gavota “Fidelidad” G
- Himno a Guerrero
- Mazurka “Celajes”
- Melodía “Meditación o Idilio”
- Misa Solemne
- Potpourri Guerrerense “Aires Surianos”
- Romanza “Pobre de mí”

## Homenajes y distinciones
- En su natal Tixtla, existe una la sala de conciertos que tiene su nombre, la sala se encuentra ubicada en el interior del Centro Cultural Vicente Guerrero.[1]
- La Escuela Estatal de Música del Estado de Guerrero, con sede en Chilpancingo de los Bravo, en su honor lleva su nombre.[1][2]
- En Acapulco de Juárez una escuela secundaria, de control público, lleva su nombre.
- En Chilpancingo de los Bravo, en su honor, existe una calle con su nombre.[4]
- En Tixtla de Guerrero, también existe, en su memoria, una calle con su nombre.[5]